# Дімітріос Вавіс
Дімітріос Вавіс (1808 або 1814 — 30 листопада 1892) — грецький політичний діяч, прем'єр-міністр країни.

## Життєпис
Народився в Месолонгіоні, був братом іншого грецького прем'єра, Зиновіоса Вавіса. З 1872 до 1885 року обіймав посаду голови Верховного суду.